# روبرت كولي (محامي)
روبرت كولي (بالإنجليزية: Robert Cooley)‏ هو محامي أمريكي، ولد في 1943.